# Arnfinn Nesset
Arnfinn Nesset (Noorwegen, 1936) was de directeur van een verpleeg- en bejaardentehuis, die van 1977 tot 1980 tweeëntwintig patiënten met een narcosemiddel vermoordde en een patiënt probeerde te vermoorden. 
Nesset werkte vanaf 1962 in verschillende verpleeghuizen en in 1977 ging hij in het pas geopende verpleeg- en bejaardentehuis van Orkdal werken. In drie jaar tijd stierven er dertig bewoners van het tehuis. In het voorjaar van 1981 kregen lokale journalisten een anonieme tip dat Nesset een grote hoeveelheid van de spierverslapper curacit had aangeschaft (een derivaat van curare, dat door Indianen in het Amazonebekken bij de jacht wordt gebruikt). 
Nesset werd gearresteerd en ondervraagd. Hij beweerde eerst dat hij met het gif zijn hond had laten willen inslapen, maar aangezien hij geen hond had en de hoeveelheid curacit in zijn bezit genoeg was om tweehonderd mensen te doden, hield deze verklaring geen stand. De politie onderzocht ook sterfgevallen in de andere tehuizen waar Nesset had gewerkt. Dit onderzoek leverde een lijst van 62 mogelijke slachtoffers op. Curacit is echter moeilijk traceerbaar, waardoor autopsies weinig opleveren.
De openbare aanklager kon geen tastbare bewijzen aan de rechtbank voorleggen. De zaak tegen Nesset werd op indirecte bewijzen gebouwd, zoals de eerder genoemde grote hoeveelheden curare.
Tijdens zijn proces in oktober 1982 werd Nesset verdedigd door een van de bekendste advocaten van Noorwegen, Alf Nordhus. Nesset werd verder door vier afzonderlijke psychiaters geestelijk gezond verklaard. Volgens de aanklagers was zijn motief voor het vermoorden van zijn slachtoffers het geld dat hij zou erven, maar hoewel hij de grootste seriemoord in de geschiedenis van Scandinavië had begaan, vergaarde hij van al zijn slachtoffers niet meer dan omgerekend 1500 euro. 
De rechtbank van Trondheim veroordeelde Nesset tot de maximale gevangenisstraf van 21 jaar en 10 jaar onder privacybeperkende maatregelen. In het oordeel waren ook enkele gevallen van valsheid in geschrifte en verduistering meegenomen. Tien jaar na zijn veroordeling werd Arnfinn Nesset overgeplaatst naar een open gevangenis, nadat hij twaalf jaar (inclusief het voorarrest) zonder opmerkingen had uitgezeten. Hij werd in 2004 vrijgelaten.
Bronnen spreken elkaar tegen over een bekentenis van Nesset. Volgens onder meer de Noorse Nationale Bibliotheek heeft hij altijd ontkend de moordenaar te zijn, terwijl buitenlandse bronnen herhaaldelijk van een bekentenis gewag maken.